# Barrow-in-Furness
Barrow-in-Furness és un poble del districte de Barrow-in-Furness, Cúmbria, Anglaterra. Té una població de 44.624 habitants i districte de 67.321.